# جون بيير دروي
جُون بْيِير دْرُوِي (بالفرنسية: Jean-Pierre Drouet)‏ هو ملحن فرنسي ولد في 1935.

## التعاونات
شارك دروي في وقت مبكر جدًا في تطوير ” الموسيقى المرتجلة الأوروبية الجديدة“ إلى جانب فينكو غلوبوكار وميشيل بورتال.  ورافق لين رينو في كازينو باريس. وفي هذه المناسبة، وبتشجيع من بيير أوربان، اكتشف الكاسور.
وتميز في مجال الموسيقى المعاصرة على وجه الخصوص، ولا سيما من خلال مشاركته في عروض ”أتيليه المسرح والموسيقى“ (بالإنجليزية: ATEM)‏، مع جورج أبرغيس ومايكل لونسديل وإديث سكوب, وتأسيسه لفرقة ”الثلاثي لو سيركل" مع ويلي كوكيلا وجاستون سيلفستر وتعاونه مع موريسيو كاغل وجميع المؤلفين الموسيقيين الرئيسيين للموسيقى المعاصرة في الستينيات والسبعينيات.

## روابط خارجية
- جون بيير دروي على موقع IMDb (الإنجليزية)
- جون بيير دروي على موقع ميوزك برينز (الإنجليزية)
- جون بيير دروي على موقع أول ميوزيك (الإنجليزية)
- جون بيير دروي على موقع ديسكوغز (الإنجليزية)
- جون بيير دروي على موقع ديسكوغز (الإنجليزية)